# سد بایشان
سد بایشان (به لاتین: Baishan Dam) یک سد، نیروگاه برقابی و نیروگاه ذخیره تلمبه‌ای در چین است که در Huadian, Jilin واقع شده‌است.